# HD 197139
HD 197139，又名BD+42 3818，SAO 49912、HR 7919，是一颗恒星，视星等为5.95，位于銀經82.69，銀緯1.08，其B1900.0坐标为赤經20h 36m 33.4s，赤緯+43° 1.08′ 21″。